# Pilea pollicaris
Pilea pollicaris är en nässelväxtart som beskrevs av W. Marais. Pilea pollicaris ingår i släktet pileor, och familjen nässelväxter. Inga underarter finns listade i Catalogue of Life.